# 博尔通古乡
博尔通古乡，是中华人民共和国新疆维吾尔自治区塔城地区沙湾市下辖的一个乡镇级行政单位。

## 行政区划
博尔通古乡下辖以下地区：
博尔通古村、塔斯萨依村、下西湾村、库勒逊托海村、加尔苏瓦特村、杰勒阿尕什村、阔克柯牙村、肯阿根村、阿热勒托别村、齐勒乌则克村、阿克吉也克村、喀拉巴斯陶村、克孜勒阿根村、托普铁热克村、喀拉萨依村、加尔肯加尕村和玛依托别村。